# Karl Baumgartner
Pour les articles homonymes, voir Baumgartner.
Karl Baumgartner est un producteur de cinéma italo[réf. nécessaire]-allemand, né le 3 janvier 1949 à Brunico (province autonome de Bolzano, Italie) et mort le 18 mars 2014 à Francfort-sur-le-Main.
Avec Reinhard Brundig, il a fondé Pandora Film, une société de production et de distribution de films. Il a également été membre du conseil consultatif de l'Avvantura Festival de Zadar (Croatie).
En mai 2014, pour rendre hommage à Karl Baumgartner mort quelques semaines avant, le musée du film allemand de Francfort a programmé douze films qu'il avait produits.

## Filmographie
Sauf indication contraire, les informations mentionnées dans cette section peuvent être confirmées par les bases de données cinématographiques  présentes dans la section « Liens externes ».
En l'absence de mention, Baumgartner est le producteur des films listés ci-dessous.
- 1995 : Underground d'Emir Kusturica
- 1998 : Chat noir, chat blanc d'Emir Kusturica
- 1999 : Luna Papa de Bakhtiar Khudojnazarov
- 1999 : Pola X de Leos Carax - coproducteur
- 2001 : Chère Martha de Sandra Nettelbeck
- 2001 : Super 8 Stories d'Emir Kusturica - producteur exécutif
- 2003 : Printemps, été, automne, hiver… et printemps de Kim Ki-duk
- 2003 : Le Costume de Bakhtiar Khudojnazarov - producteur associé
- 2006 : La Vallée des fleurs de Pan Nalin
- 2007 : Irina Palm de Sam Garbarski - coproducteur
- 2007 : La Nouvelle vie de Monsieur Horten de Bent Hamer - coproducteur
- 2008 : 33 Scènes de la vie de Małgorzata Szumowska
- 2008 : Tulpan de Sergueï Dvortsevoy
- 2010 : Quartier lointain de Sam Garbarski
- 2014 : Les Merveilles (Le meraviglie) d'Alice Rohrwacher - coproducteur

## Distinctions
Sauf indication contraire, les informations mentionnées dans cette section peuvent être confirmées par les bases de données cinématographiques  présentes dans la section « Liens externes ».
- Festival du film de Locarno 2004 : Prix Raimondo Rezzonico
- Festival international du film de Locarno 2008 : Prix spécial du jury (en tant que producteur) pour 33 scènes de la vie de Małgorzata Szumowska
- Berlinale 2014 : Caméra de la Berlinale
- Avvantura Festival de Zadar 2010 : prix spécial Tomislav Pinter (en)[3]